# John Churchill
John Churchill (Devon, Ashe House, 26  mei 1650 – Windsor Lodge, 16 juni 1722), de eerste hertog van Marlborough, was een Brits veldheer in de Spaanse Successieoorlog tegen Frankrijk. Hij verloor geen enkele veldslag en werd verheven tot de eerste hertog van Marlborough.
Deelnemend aan de strijd tegen de Nederlandse vloot in de Slag bij Solebay voor de kust van Suffolk in juni 1672, leverde zijn moedige gedrag aan boord van het vlaggenschip van de hertog van York hem een promotie op tot kapitein van het Lord High Admiral's Regiment. 
In 1677 trouwde hij met Sarah Jennings, een hofdame van de katholieke hertog van York. Toen deze enige jaren later koning werd, diende Churchill, zelf anglicaan, hem trouw. Voor zijn diensten werd hij op 21 december 1682 beloond met verheffing in de Schotse adelstand als lord Churchill of Eyemouth. 
Tijdens de Glorious Revolution in 1688 liep Churchill over naar de zijde van Willem III van Oranje-Nassau. Koning Willem hield Churchill op afstand, want hij werd ervan verdacht slechts uit ambitie partij te hebben gekozen. Hij kreeg in 1689 de betrekkelijk lage titel "earl of Marlborough". In 1692 werd hij zelfs van samenspannen met de jakobieten beschuldigd. Naarmate Willems gezondheid verslechterde werd Churchill echter toch onmisbaar gevonden. Na Willems dood werd diens schoonzus Anna koningin; zij verhief Churchill in 1702 tot eerste hertog van Marlborough, een erfelijke titel die nog steeds bestaat. 
Tijdens de Spaanse Successieoorlog (1701-1714) stond Marlborough aan het hoofd van de verenigde Britse, Nederlandse en andere troepen en vocht hij veldslagen uit op uiteenlopende plaatsen, tot diep in het Europese continent: de Slag bij Blenheim aan de Donau (1704), de Slag bij Ramillies (1706), de Slag bij Oudenaarde (1708), de Slag bij Wijnendale (1708) en de Slag bij Malplaquet (1709), waarbij hij de Fransen vaak ernstige nederlagen toebracht. De expansionistische politiek van Lodewijk XIV werd hiermee de voet dwars gezet. Als dank liet Anna in het plaatsje Woodstock (Oxfordshire) het paleis Blenheim Palace voor hem bouwen. De hertogen van Marlborough bezitten het nog steeds en het is de geboorteplaats van de beroemdste telg uit het geslacht: Winston Churchill, een groot leider in oorlogstijd. Winston Churchill heeft ook een biografie geschreven over zijn illustere voorvader.
Tijdens Marlboroughs veldtocht door het dal van de Maas van Venlo tot in Luik (1702) maakten zijn troepen het erg bont. Zijn dragonders plunderden voedsel en vernielden de oogst zodat deze niet aan de vijand zou vallen. Na hun vertrek werden in de streek overal "poppen van Malbroek" verbrand. Dit gebruik wordt op sommige plaatsen in Belgisch en Nederlands Limburg nog steeds in ere gehouden, zoals te Stokkem, Kessenich en Eisden. In die streek is "malbroek" ook wel de naam voor een vogelverschrikker.

## Militaire loopbaan
- Ensign: 14 september 1667[3]
- Captain: 28 mei 1672[4]- 10 juni 1672[3] (Lieutenant overgeslagen.)
- Franse Colonel: 13 juli 1674[4][3]
- Lieutenant Colonel: 5 januari 1675[3]
- Engelse Colonel: 17/18 februari 1678[3]
- Major General: 3 juli 1685[5][3]
- Lieutenant General: 7 november 1688[4][3]
- Captain-General van de Legers: maart 1702[5]
- Master-General van de Ordnance: maart 1702[5]

## Decoraties
- Graaf van Marlborough[4]
- Hertog van Marlborough[4]
- Ridder in de Orde van de Kousenband
- Privy Council van het Verenigd Koninkrijk op 9 april 1689

## Trivia
Ter gelegenheid van zijn overlijden in 1722 componeerde Giovanni Battista Bononcini in dienst bij de hertogin van Malborough, het Anthem for the funeral of the Duke of Marlborough.